# Vața de Sus, Hunedoara
Vața de Sus (în maghiară Fëlváca) este un sat în comuna Vața de Jos din județul Hunedoara, Transilvania, România.
Aici s-a născut, la 29 septembrie 1910, Arsenie Boca (1910 - 1989), după numele de mirean Zian Boca, ieromonah, teolog și artist român, una din cele mai renumite personalități a Bisericii Ortodoxe Române în secolul XX.